# Sân bay Angling Lake/Wapekeka
Sân bay Angling Lake/Wapekeka, (IATA: YAX, LID TC: CKB6), là một sân bay nằm 2,8 km về phía tây của khu định cư First Nations của Wapekeka, Ontario, Canada, về phía đông của hồ Big Trout. Sân bay này do tỉnh Ontario vận hành, đường băng dài 1097 m bề mặt sỏi.